# Lymanopoda palumba
Lymanopoda palumba är en fjärilsart som beskrevs av Otto Thieme 1904. Lymanopoda palumba ingår i släktet Lymanopoda och familjen praktfjärilar. Inga underarter finns listade i Catalogue of Life.